# Desierto y monte xerófilo de Arabia y el Sinaí
El desierto y monte xerófilo de Arabia y el Sinaí es una ecorregión de la ecozona paleártica, definida por WWF, que se extiende por la península arábiga, desde Yemen hasta el golfo Pérsico y desde Omán hasta Jordania e Irak.

## Descripción
Es una ecorregión de desierto que ocupa 1.851.300 kilómetros cuadrados en el Sinaí (Egipto), el sur de Israel y de la Franja de Gaza, el sureste de Cisjordania, el este y sureste de Jordania, el sur de Irak, el extremo oeste de Kuwait, gran parte del territorio de Arabia Saudita, el interior de Catar y de los Emiratos Árabes Unidos, el oeste de Omán y el noreste de Yemen, así como un pequeño enclave aislado en el oeste de Irán.
Alberga muy poca biodiversidad.
Dentro de la ecorregión se encuentra el Rub al-Jali, probablemente la extensión arenosa continua más grande del mundo, con una superficie de más de medio millón de kilómetros cuadrados.